# 被服

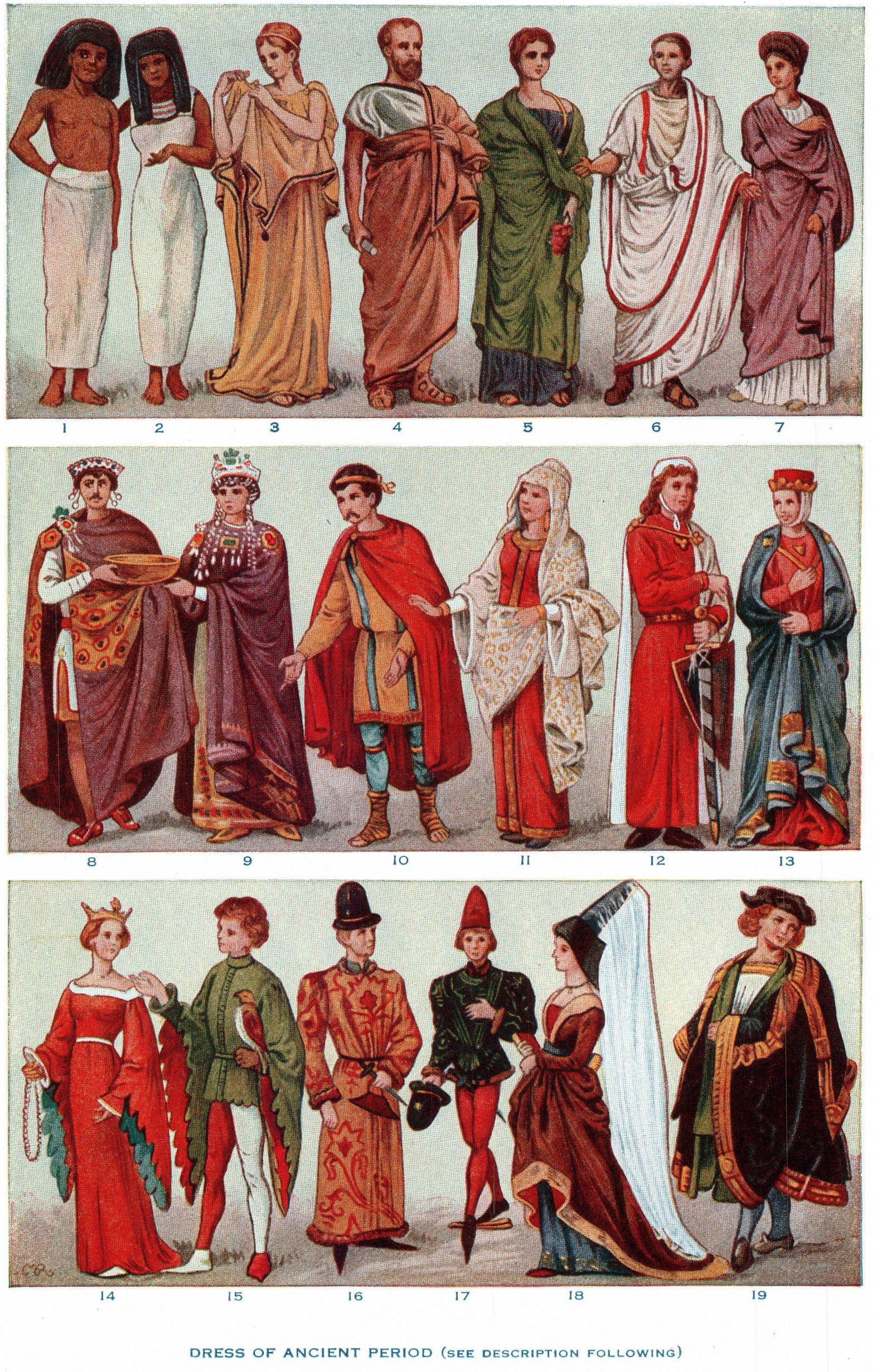
服の歴史を描いた絵。（上から）古代エジプト人、古代ギリシア人、ローマ人、ビザンチン人、フランク人、そして13世紀から15世紀の中世ヨーロッパ人。

被服（ひふく）とは、身体に着用するものである。人体の保護や装飾、社会的地位の表象等のために発展してきたもので、人間の文化の主要構成要素の一つである。最も典型的には、布（布帛）を縫合して着用に適した形状に仕立てた繊維製品である。また物品の元の目的が着用にない場合でも、これを身につけることで被服と捉えられる場合がある。
被服と類似の用語として、衣服（いふく）、衣（ころも・きぬ）、服（ふく）、衣類（いるい）、衣料・衣料品（いりょうひん）、着物（きもの）等がある。被服と衣料・衣料品は同義で、身体を包む物の総称。衣服、服、衣類は、被服からかぶりものや履物、装身具を除いた物。着物は古典的な意味は衣服と同義だが、現代では主に和服と同義。衣は主に上半身を包む物を指す。
また、服飾、服装、衣装（衣裳）などの語も存在する。これらの用語は意味範囲が重複するものであるが、繊維等製品の製造や機能面に関する学術研究や教育・行政分野等では「被服」の語が用いられ（陸軍被服本廠や被服学など）、衣服文化を取り扱う分野においては服飾の用語が用いられる傾向がある（服飾史等）。本項では便宜上、製品としての被服について扱う。

## 被服の目的

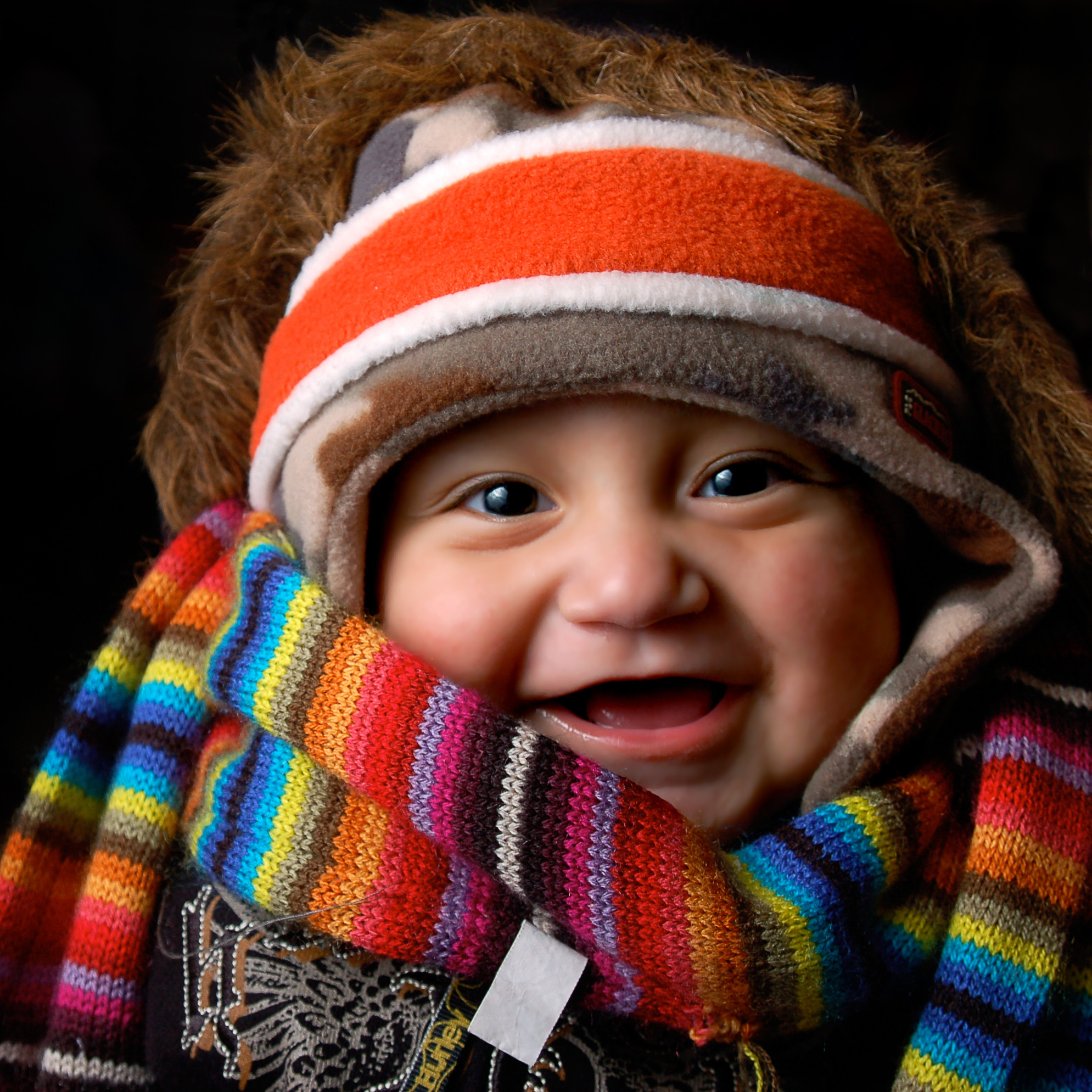
ヘッドバンド、帽子、毛皮の襟付きコート、ショール、セーターなど冬用被服を着込んだ乳児。

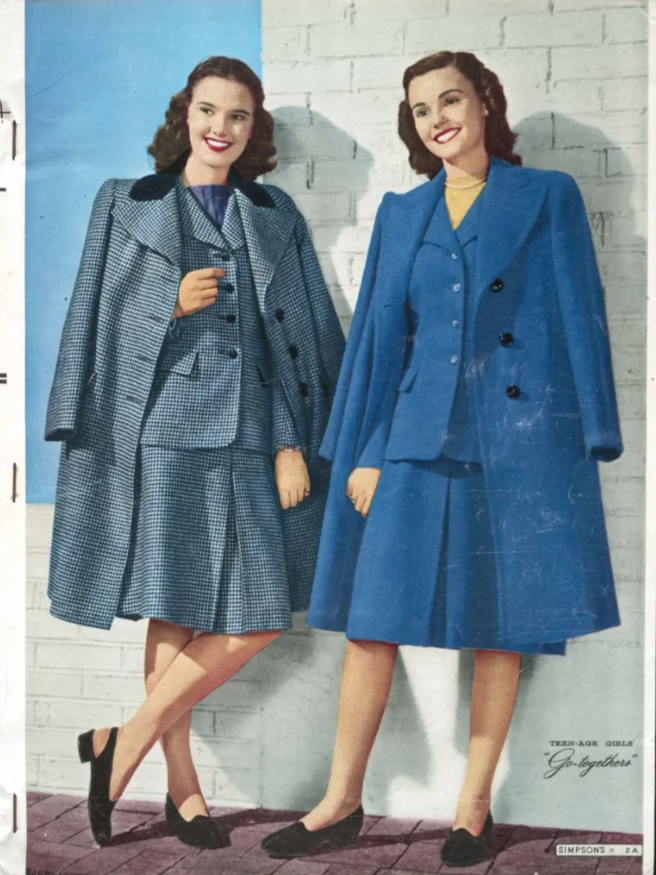
洋服を着る女性（1945年撮影）

被服着用の目的は多様であるが、主には、体表付近の温湿度を調節する環境制御、身体や皮膚の保護・防御、身体の一部の秘匿や強調、装飾、また、性別・身分・職業等の表示がある。被服は単一の目的（機能）のために用いられることは稀で、大抵は複数の機能を同時に担っている。例えば制服や礼服は、社会的機能を担うと同時に体温調整の機能も考慮されている。スポーツウェアは動きやすさ・体温調整・怪我防止の役割を同時に果たすように考慮されている一方で、日常使用を考慮したファッション性の高いものも存在している。実用的な役割の衣類と社会的・シンボリックな役割の衣類に分類されることもあるが、それらが絡み合っている場合もあり、いつもすんなりと分けられるわけでもない。例えば白衣は、実用的には汚れ防止のために衣類の上に重ね着するものであるが、特定の印象づけを行うことで見る人の心理を操作するためにも用いられていることが知られている。医師らが着用する白衣のシンボリックな意味については「白衣授与式」「白衣高血圧」といった例が挙げられる。

### 体温調節と身体保護
体毛の乏しい人類にとって、被服は基本的に体温調節を補助する役割（衣服気候または被服気候、または衣服内気候という）を担っている。衣服は比較的簡便な体温調節機能の一つであり、気温が高くなれば衣服を脱いで体温を下げ、また気温が低くなれば衣服を着ることで体温を上げようとする。季節によって激しい気温差がある場合、夏には薄着になり、冬には厚着になる。夏服と冬服など、季節の推移に応じて衣服を替えることは衣替えと呼ばれる。
体温調節のなかでも防寒は被服の起源の一つとされるように 非常に重要であり、寒い場所では身体が冷えすぎないように防寒着を着用する。保温を重視する場合、静止した空気の層を身体周辺に作り出すことが重要であるため、空気をよく含む生地の服を重ね着し、戸外に出る場合は通気性が低い素材の服をその上に重ねて外部の冷気を遮断し身体周辺の暖気を保護する。同様の理由から皮膚の露出を減らし暖気を逃がさないよう、首回りや袖などの開口部を狭くし、フードや手袋などで露出部を保護する。
人間は寒冷よりも暑熱に強く、気温が28℃から31℃程度の場合は衣服がなくとも快適に過ごせることが判明している。このため、熱帯アフリカや南太平洋の諸島などの湿潤暑熱地域ではかつては一部に裸族も存在し、また伝統服では、腰布のみで上半身が裸体であり、全身を覆う衣服は儀礼用の存在にとどまった場合も多かった。ただし直射日光や熱風などで身体に気温以上の熱の侵入がある場合はこれに該当しないため、砂漠地帯など乾燥暑熱地域の伝統服ではむしろ外部熱を遮断するべく全身を衣服で覆うのが一般的である。また社会的規範や身体保護のためほとんどの地域では高温時にも何らかの衣服を着用することが必要である。高温に対処する場合、吸湿性と通気性のよい綿や麻を素材に用い、服の被覆面積を少なくして体温の放熱を促進することが多い。ただし戸外に出る場合は直射日光を避けるためむしろ露出を減らす方が体温の上昇を防ぐことができる。下着類を中心として汗の吸収と発散を助けることも重要である。
衣服は体表を保護し、傷つけないための役割も担っている。また、様々な活動を補助する役割も持つため、それぞれの用途に特化した専門服や特殊服が存在する。作業着、防護服などは、怪我や汚れを防止する目的に特化した衣服であり、また身体を激しく動かす場合には、活動性の高い被服が用いられる。寝間着は睡眠時使用に特化した衣服であり、体を締め付けないようなゆったりとしたデザインで肌触りがよく伸縮性・吸湿性に長けた生地が多く用いられる。

### 社会的地位の表象
衣服は多くの社会において社会的地位の表象手段として用いられており、年齢、身分、職業等に応じた被服によって、組織の一員であることを示したり、集団内の役割を表現したりする。古代より衣服はステータスシンボルや地位を表すための一手段として用いられることがあった。ある種の衣服について地位の高いもの以外の着用を禁じることは多くの文明に見られたが、現代の民主社会においてはおおむねこうした制限は廃止されている。ただし、21世紀に入っても制服を定める企業や学校も多く、その所属や職業を示している。性別による衣服の区別もほとんどの社会で存在しており、異性装はかなり明確な批判の対象となってきたが、21世紀に入り服装の性差の撤廃を目指す動きも現れ始めている。
多くの宗教において聖職者は独特の衣装を身にまとう。それとは別に、イスラム圏の女性の服装などのように宗教上の戒律によってまとう衣服に制限が加えられる場合がある。イスラームの女性は「髪も男性に見せてはいけない」と考えられているので、頭を覆うヒジャブが必要となり、「顔以外の素肌は見せてはいけない」とされているため袖口も狭いものが選ばれる。
特定の場面に応じた被服の選択が求められる場合もあり、冠婚葬祭など各種の儀式典礼においては礼服が着用され、ドレスコードが指定される場合も多い。男性のビジネスシーンにおいては、19世紀以降スーツの着用が全世界で一般的となっている。また衣服は着る人の思想信条、ライフスタイル、文化背景、経済力等を表現する手段ともなる。例えば高価で高級な衣服をまとうことで財力や地位を誇示することは広く見られる。

### 身体装飾
衣服を身体装飾として用いることは、防寒と同じく衣服使用の最初期から行われており、重要な用途の1つである。衣類は基本的に身体（の一部）を隠したり、強調したりするためにも用いられる。被服によって自らの性的魅力を強調し対象を魅了することはしばしば見られるが、逆に局部を中心に身体を覆い隠すことによって慎みを表わすこともまた一般的である。衣服に関する価値観は同一文化内においてしばしば共有され、ある衣服のパターンが多くの人々に受け入れられた場合しばしば流行を引き起こす。こうしたファッションは短期間に変動を繰り返すが、中には完全に一つのスタイルとして定着するものもある。
一方で、衣服は着用者の美意識をそのままあらわすものであり、個性を示す手段ともなっている。着用する衣服は他者からの第一印象を決定づけるものであり、これを利用して他者に自らの望むイメージを抱かせることも行われる。この「流行への追随」と「個性の強調」は本質的に対立する概念であるが、衣服の選択場面においては併存しており、両者とも非常に重視されている。
コルセットによる身体圧迫のように、身体装飾の欲求が実用性の欲求を上回った場合、身体保護機能や体形を無視した衣服が着用されることは歴史上しばしば見られる。

## 被服の歴史

### 起源
人類がいつから被服を着用したかははっきりとしていない。衣服の起源を7万年前から7万5千年前に、現在はインドネシア領であるスマトラ島のトバ火山が大噴火を起こして地球規模の気候寒冷化 を引き起こし、その後の人類の進化に大きな影響を与えたトバ・カタストロフ理論に関連づける者もいる。その論拠として、ヒトに寄生するヒトジラミは2つの亜種、すなわち主に毛髪に寄宿するアタマジラミ（Pediculus humanus capitis）と、主に衣服に寄宿するコロモジラミ（Pediculus humanus corporis）に分けられ、近年の遺伝子の研究からこの2亜種が分化したのはおよそ7万年前であることが分かっている。そこでシラミの研究者らは、トバ火山の噴火とその後の寒冷化した気候を生き抜くために、ヒトが衣服を着るようになったのではないかと推定している。
なお、人類のアフリカ単一起源説ではヒトの共通の祖先は14～20万年前にアフリカにいたと考え、ヒトがアフリカからその他の地域へ移住を始めた（人類の進化#出アフリカ説）時期を7万から5万年前としている。
当初の衣服は毛皮などの自然素材をそのまま身につけていたと考えられているが、紀元前25000年頃には針と糸によって素材が縫製され、衣服が誕生した。やがて繊維の塊から糸を紡ぐ技法が開発され、さらにその糸どうしを組み合わせることで、布を織ることが可能となり、これが衣服素材の主流となっていった。先史時代の遺跡（洞穴壁画など）には、身体の表面を布、毛皮、植物の葉や茎を編んだり束ねたりしたもの（蓑や腰蓑）などを身に付けた様子が描かれた。織物による衣服は紀元前7千年紀には発明されていた。日本においては、アサの実の発掘資料が分布し、縄文時代後期（約3200年前）の編み込み模様のある布 や、鳥浜貝塚（福井県）より縄文時代草創期のアサ繊維が出土し、千葉県の沖ノ島遺跡（館山市）から発掘されたアサの仲間の果実化石はアサ（Cannabis sativa）と同定されると、同種の記録は2008年時点の世界最古であった。縄文期の服装 を知る手がかりとなる物証 として注目されている。

### 古代から近代
被服の誕生以降、長きにわたって自給自足の時代が続き、その入手、製作の困難さにもかかわらず全ての人にとっての必需品だったために非常に価値のあるものであった。被服の原料である布が、その有用性と希少性のために古代においてはしばしば貨幣としての役割を持ち、中国や日本においては租庸調のうちの「庸」または「調」として租税のうちに組み入れられていた ことは、その表れである。社会上層を除いては所持点数も少なく、奈良時代の下級役人層では所持する衣服を洗濯するには、わざわざ休暇を申請することも珍しくなかった。
古典古代期に利用された衣服は、トーガのように幅広の布を体に巻き付けるか、一枚の布を袋状に仕立てて首と腕を出す部分に穴を開けたチュニック（ポンチョ）やガウンの類であった。これらの衣服は、布地を体型に合わせて裁断することなく仕立てるために、着るというよりも纏うものであり、ひだが多く緩やかなラインになる特徴がある。中世初期に中央アジアのテュルク系騎馬民族が、布地を体型に合わせて裁断し前開きに仕立てたカフタンや革靴を使用するようになる。寒さと騎乗に適応したジャケット型の上着やズボンと革靴は、モンゴル帝国の拡大とともにユーラシア大陸の東西に伝播し、独自の進化を遂げていく。
被服の材料としては、羊毛、麻、絹、綿といった自然繊維や毛皮が主なものであった。このうち絹は歴史時代を通じて常に価値が高く、高級な素材として扱われた。綿は低緯度地帯での栽培が中心であり、ヨーロッパや東アジアでの本格利用は遅れたものの、その安さや着心地の良さから16世紀以降本格的な利用が始まり、最も一般的な被服素材の一つとなった。日本においては古来よりカラムシから取られた麻（苧麻）が主な衣服素材であり、また絹の生産も行われていたが、17世紀前半には保温性や柔軟性に優れた綿の生産が急速に広がり、主力衣料原料となっていった。
被服はこうした価値の高さから生産工程や素材に関しての改良が絶えず加えられていたが、織物に関しては1760年代のイギリスにおける産業革命で織機、紡績機の改良が進み、水力や蒸気機関の応用によって格段に生産能力が向上した。さらに1820年代には型紙とミシンの普及によって、一定のサイズでの衣服の大量生産が可能になり、既製服が誕生して、1850年代以降急速に拡大した。また、それまで天然素材しか存在しなかった染料や繊維に関しても、合成染料（19世紀中頃）や化学繊維（19世紀末）などが発明され、素材の種類が大幅に広がった。西洋世界の文化的軍事的優位を基盤として、欧米以外の世界各地に洋服が普及しはじめたのもこの時期のことである。日本においては第二次世界大戦前から徐々に洋服化が進行していたものの、戦後すぐに完全な和服からの転換が起き、洋服が日常着となった。
第二次世界大戦が始まると、日本では1942年2月1日から衣類の配給制（点数切符制）が導入された。都市部の住民には1人年間100点、都市部以外の住民には1人年間80点が年齢に関係なく与えられ、点数化された衣料品（例：スーツ一式31点、国民服、学生服14点、婦人用ワンピース4点など）を購入することができた。当初は内地のみに限った1年間の期限付き制度であったが、戦局が悪化するにつれ延長していった。

### 現代
第二次世界大戦後、既製服の本格的な普及が始まり被服は消費財へと大きくその価値を変えることになる。日本では1942年から1950年まで衣料切符が無ければ被服を自由に買えない時代 が続いたが、1960年代半ば頃に既製服の普及が起きた。これにより、消費者は小売店で既製品を選択、購入し、着用および手入れを繰り返した後、これを廃棄するようになった。また、当時、織物が主体であった外衣であるが、1970年頃になるとTシャツやポロシャツなどの素材となるイージーケアな編物がカジュアル、スポーティーなどのイメージとともに生活に浸透してくる。現在の被服は、ファッションの影響を強く受ける消費財として定着している。衣服のメーカーやデザイナーはマーケティングや広告宣伝の技術を用いて消費者心理に訴え、さまざまなファッションブランドが成立している。また、1980年代以降には、製品としての被服の生産拠点が中国などに移行し、2000年代以降には産業形態の一つとして製造小売業（SPA）が成功をおさめ注目された。
21世紀に入り、被服の製造・流通・着用・廃棄の各過程において更に多様化が進んでいる。たとえば入手の方法では、通信販売（ネットショッピングなど電子商取引を含む）、競売（ネットオークション）など、商品もいわゆるブランド品やアウトレット商品、中古などと選択肢の拡張がなされている。保管に際しては、ファッションの変化速度が増し、物理的には着用可能な被服が退蔵、死蔵の状態に陥ることもしばしば認められる。廃棄の時点では、環境問題に配慮して様々な再使用やリサイクルも試みられている。
透湿と撥水の両立、高い断熱性、防虫加工など、それまでの化学繊維には無かった機能を有する素材の価格が低下したことで、一般向けの衣服にも使われるようになった。
屋外での使用を想定し、冬期用として電気毛布のように電熱線を内蔵した衣服（ヒーターウエア）、夏期用として外部から空気を取り込むファンを搭載した衣服（空調服）も普及している。
情報産業の側面にも注目が集まり、本格的なウェアラブルコンピュータの研究開発なども行われている。服の種類としてはほぼどの文化圏においても洋服が最も一般的なものとなったが、民族衣装もいまだ完全に衰退してはおらず、祝祭などの日には着用例がみられる。

## 被服の種類
被服には様々な分類方法があり、例えば文化を基準として、民族服（日本の和服を含む）、洋服等に分けることができる。あるいは、着用部位や素材によって分けることもできる。衣類は重ねて着ることが多いものであるが、日本語では上側（外側）に着る着物を「上着（うわぎ）」と言い、下側（内側）に着る着物を「下着（したぎ）」と言う。英語ではアウターウェア・インナーウェアなどと言う。また、上半身に着るものをトップス、下半身に着るものをボトムスやズボンと言う。また対象とする年齢や性別によって、ベビー服、子供服、紳士服、婦人服といった区分も行われている。

### 民族服
世界各地には、その地域で取れる素材をもとに、現地の気候や生活様式に合わせた様々なタイプの民族服が存在する。民族服の形態は、主に腰に衣服を巻き付ける腰布型、肩から全身に布を巻き付ける巻垂型、布の中央に穴を開け、そこに頭部を通して着る貫頭型、衣服の前方が割れており、着た後でそこを合わせる前開型、そしてあらかじめ体型に合わせて服を仕立てる体形型の5種類が存在し、それぞれ気候や生業に合わせた分布を示している。縫製をしない腰布型と巻垂型を懸衣、ゆったりと仕立てる貫頭型と前開型を寛衣としてそれぞれまとめ、体に密着する体形型を窄衣として3種類にまとめる分類法も存在する。
また、衣服が皮膚を覆う面積も気候によって大きく異なる。寒冷地域においては、寒さから身を守るため体形型の衣服で全身を覆うことを基本とし、毛皮などの防寒性の高い素材を主に使用する。温暖で冬季湿潤のヨーロッパや中央アジアでは体形型で上半身と下半身の衣服が分かれており、素材は亜麻と羊毛を基本とする。温暖で夏期湿潤の東アジアでは前開型の衣服が基本となり、本来は麻を、後には綿も素材として使用することが多い。高温多湿の南アジアや東南アジア、南太平洋においては巻垂型や腰布型の地域が多く、綿や麻といった通気性と吸水性のよい素材を主に使用する。高温で乾燥した砂漠地帯では貫頭衣が基本であり、暑熱と砂塵から身を守るために全身を覆うことが多い。
こうした民族服は風土に合わせたものではあるが不変というわけではなく、より気候風土に適した素材の伝来や文化の変容によって変遷を重ねてきた。特に19世紀以降、洋服が世界に普及すると、この影響を受けて民族服の中にも変容するものが現れた。また、さほどの歴史を持たない衣服が特定の民族内に急速に普及し、ナショナリズムと結びついて新たな伝統衣裳として定着することも珍しくない。

## 製造と管理

### 素材
衣服の素材は、大きく天然繊維と化学繊維に分けられる。天然繊維は羊毛などの各種獣毛や絹といった動物繊維と、綿や麻などの植物繊維からなるが、なかでも綿、麻、絹、羊毛の利用が飛び抜けて多い。化学繊維はレーヨンなどの再生繊維、アセテートなどの半合成繊維、そしてナイロンやポリエステル、アクリルといった合成繊維からなる。布地は平織、綾織、繻子織などの織物のほか、編物やレースも用いられ、また繊維のほかに皮革も広く用いられる素材である。素材にはそれぞれ長所と短所が存在し、その特性に沿った利用がなされるほか、素材の長所を生かし欠点を補うために2種類以上の素材を混ぜ合わせる混紡も広く行われている。

### 生産・流通

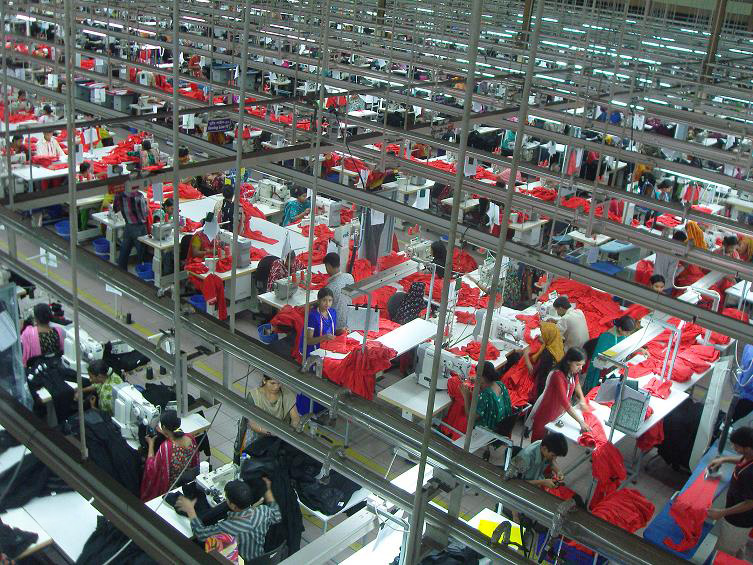
バングラデシュの縫製工場

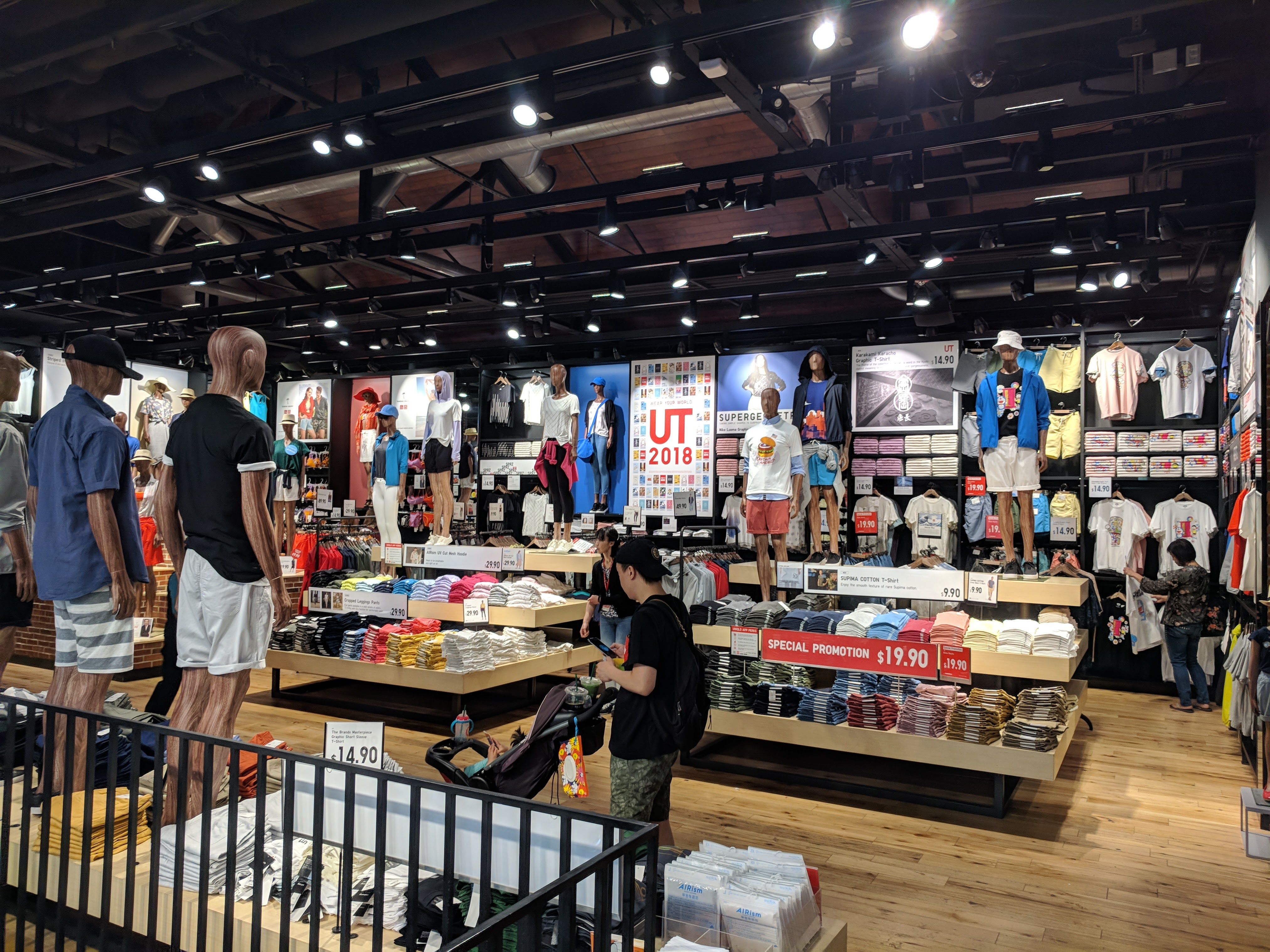
衣料品店の店内。大量生産の衣服が並ぶ

衣服の製造・流通業はアパレル産業と総称される。ミシンなどの設備と洋裁などの技術があれば、生地を購入した上で自宅で衣服を作ることもいまだ可能ではあり、また高級衣服においては仕立て屋に依頼してオーダーメイドの服を仕立てることも一般的であるが、20世紀後半以降はほとんどの衣服は工場において大量生産された既製服となっている。
衣服生産の機械化と大規模化はミシンの発明と普及によって成し遂げられたが、ミシンは生産過程において人による操作がかならず必要となるため、完全機械化が困難である。これにより大規模な衣服生産には労働力の大量投入が必要となるため、衣料産業は人件費の安価な発展途上国に多く立地しており、また生産国の経済発展により人件費が高騰すると、さらに工賃の安価な国へと拠点が移動することが多い。日本においても1970年代に韓国や台湾へと衣服生産は移行し始め、国内生産は1990年代には大きく減少した。さらに2000年頃には中華人民共和国（中国）が衣服の生産拠点となり、その後は東南アジアやバングラデシュが一大生産地となった。このため先進国においては衣服は輸入品が中心となっており、日本では国産の衣服は一方で総点数のわずか2.3％にとどまりながら（2018年）、他方でその金額は24.0％（2016年度）となっている。
生産された衣服の流通経路は従来、卸売商を経て衣料品店や百貨店などの小売店に渡り、そこから消費者の元に届くのであったが、2000年代以降、生産から販売までを一貫して行う製造小売業が登場し有力な販売形態となっている。日本においては1960年代以降、世帯単位の衣料支出の割合は一貫して減り続けており、1990年代以降は絶対額においても減少傾向にある。1990年代以降の衣料支出減少は、長期不況と、ファスト・ファッション化の進行によって衣料の需要が低価格化したことが主因である。
大量消費社会では、ファスト・ファッションを中心に、品切れを防ぐなどの目的で大量生産された衣服が大量に在庫・廃棄されている。持続可能性や環境問題などへの配慮から、こうした衣服の過剰生産を欧州連合（EU）が規制を進めている ほか、各社の在庫を安く売る業態（オフプライスストア） などビジネスを通じた問題緩和の動きも出ている。

### 古着
古い衣服（古着）は文化財やヴィンテージとして新造品にはない価値を評価される場合もあるが、上記のように廃棄されたり、修理されて使われたり、リユースやリサイクルに回されたりする。しかし、リユースやリサイクルのためと称して輸出された古着が、発展途上国であっても売り物にならないほど劣化しており、廃棄されて環境破壊を引き起こす例もある。

### 管理
衣服は使用や経年など様々な理由によって汚損や劣化していくため、適切な管理が必要である。日本では、衣服にはその組成や取り扱い方法を表示することが家庭用品品質表示法によって義務づけられている。着用した衣服は洗濯を行い、汚れを除去する。通常、洗濯は家庭において、水と洗剤を利用し洗濯機で行い、その後、乾燥させて保存する。水洗いのできない場合や洗濯が困難な場合はクリーニング店などの専門の洗濯業者に依頼し、ドライクリーニングなどで汚れを除去する。衣類全体に変色が広がった場合は漂白剤によって漂白を行い、一部の汚れではしみ抜きを、しわがある場合はアイロンをかける。衣服を長期保管する際は虫害を避けるため防虫剤を使用することが多く、またカビの発生を避けるため湿度を低く保つことが望ましい。
劣化や流行などで使用に耐えなくなった衣服は処分される。衣服の処分は、汚損部分を修理したり仕立て直したりしてそのまま着用する場合や、知人に譲渡したり古着屋に売却したりするなどして再利用する場合、一度解体してウエスや繊維材料としてリサイクルする場合などがあるが、大半はそのまま廃棄される。日本において2010年の衣料の修理・再使用・リサイクル率は26.3％に達したが、金属や古紙に比べると廃棄率が目立って高く、環境問題の側面から廃棄の減少が課題となって、企業の取り組みも始まった。